# Morena
Morena är en stad i den indiska delstaten Madhya Pradesh och är centralort i ett distrikt med samma namn. Folkmängden uppgick till 200 482 invånare vid folkräkningen 2011.